# Herculine Barbin
Herculine Adélaïde Barbin, coneguda més endavant com Abel Barbin (8 de novembre de 1838 - febrer de 1868), va ser una persona intersexual francesa assignada com a dona en néixer, i que es va criar en un convent, però que més tard va ser reclassificat com a home per un tribunal, després d'una aventura i d'un examen físic. És coneguda per les seves memòries, Herculine Barbin, que van ser estudiades per Michel Foucault.

## Primers anys de vida
La major part del que se sap sobre Barbin prové justament de les seves memòries posteriors. Barbin va néixer a Saint-Jean-d'Angély, a França, l'any 1838. En néixer la van assignar com a nena i es va criar com a tal. La seva família li va donar el nom d'Alexina. La seva família era pobra però va guanyar una beca de caritat perquè Alexina estudiés a l'escola d'un convent de l'Ordre de Santa Úrsula.
Segons el seu relat, a l'escola es va enamorar d'una amiga aristocràtica. Es considerava poc atractiva, però de vegades entrava a l'habitació de la seva amiga a la nit, cosa que li comportava càstigs. Va tenir èxit en els seus estudis i l'any 1856, quan tenia 17 anys, la van enviar a Le Château on iniciaria els estudis per ser mestra. Allà es va enamorar d'un dels seus professors.

## Pubertat
Tot i que Barbin estava a la pubertat, no havia començat a menstruar i no se li desenvoluparen els pits, alhora que li començava a créixer el pèl a les galtes i al llavi superior.
El 1857 Barbin va rebre una plaça com a professora ajudant en una escola de noies. Es va enamorar d'una altra mestra que es deia Sara. Les atencions de la Sara es van convertir en carícies i es van convertir en amants. Finalment, van començar a circular rumors sobre la seva aventura.
Barbin, tot i que amb una salut precària tota la seva vida, va començar a patir dolors insuportables. Quan un metge la va examinar, es va sorprendre i va demanar que l'enviessin fora de l'escola, però s'hi va quedar.
Finalment, Barbin, que era devot i catòlic, es va confessar a Jean-François-Anne Landriot, el bisbe de La Rochelle. El bisbe va demanar permís a Barbin per trencar el silenci confessional per tal de demanar que un metge l'examinés. Quan el doctor Chesnet ho va fer el 1860, va descobrir que, tot i que Barbin tenia una vagina petita, tenia un tipus de cos masculí, un penis molt petit i testicles dins del seu cos. En termes mèdics del segle xx, tenia pseudohermafroditisme masculí.

## Reassignació com a home
Una decisió legal posterior va declarar oficialment que Barbin era home. Va deixar la seva amant i la seva feina, i va canviar el seu nom per Abel Barbin. Se'n va ser parlar breument a la premsa. Llavors es va traslladar a París on va viure en la pobresa i va escriure les seves memòries, segons se sap, com a part de la teràpia. En aquestes memòries, Barbin utilitzaria pronoms femenins quan escrivia sobre la seva vida abans de la reassignació sexual i pronoms masculins després de la declaració. No obstant això, Barbin es considerava clarament castigada i "desheretada", subjecta a una "inquisició ridícula".
En un comentari sobre les seves memòries, Michel Foucault va presentar Barbin com un exemple del "limb feliç d'una no-identitat", però la masculinitat del qual la va marcar dels seus contemporanis. Morgan Holmes afirma que els propis escrits de Barbin mostraven que es veia a si mateixa com una "dona excepcional", però dona tanmateix.

## Mort
El febrer de 1868, el conserge de la casa de Barbin a la rue de l'École-de-Médecine la va trobar morta a casa seva. S'havia suïcidat per inhalació de gas amb la seva estufa de gas de carbó. Les memòries es van trobar al costat del seu llit.

## Publicació de les memòries

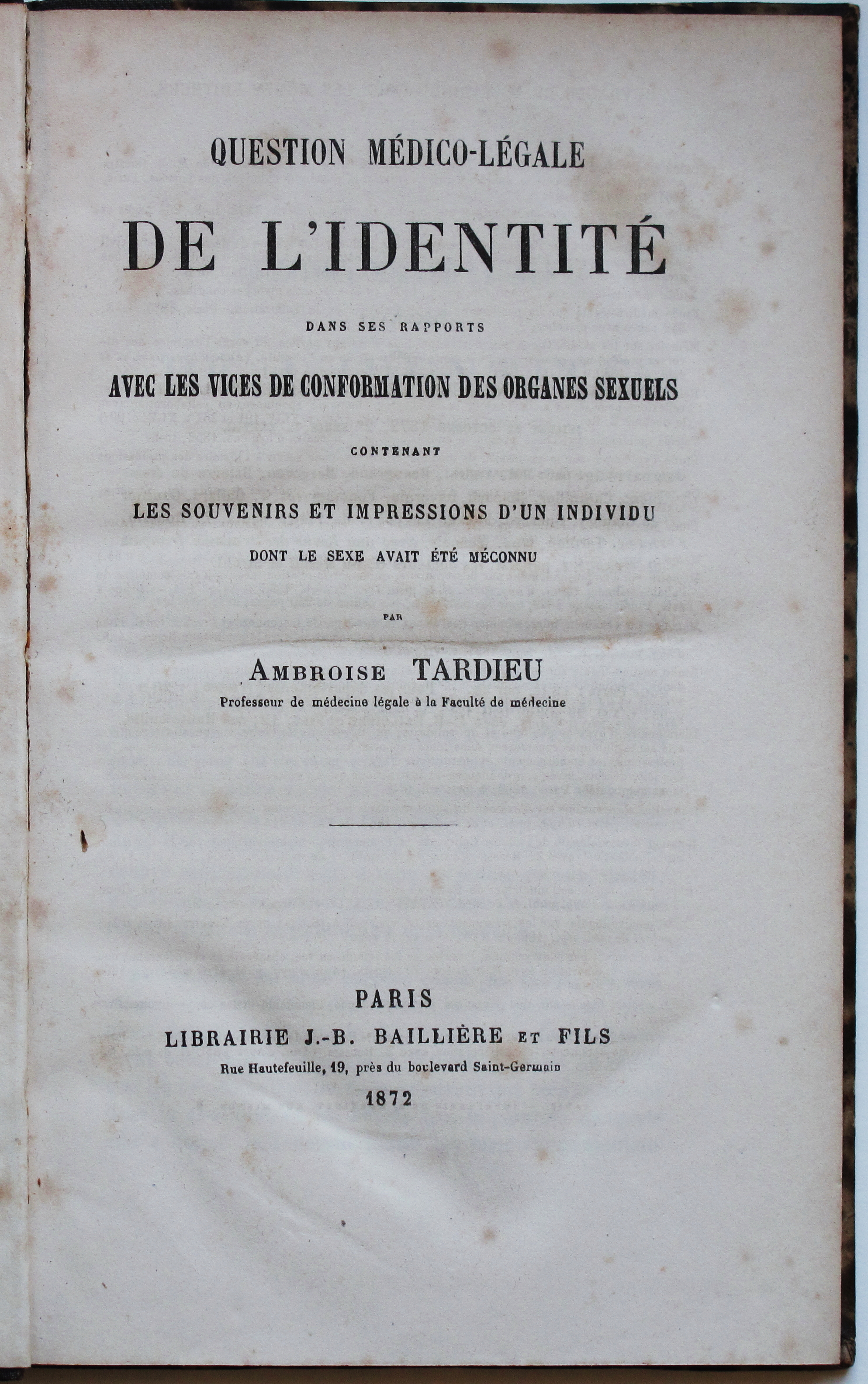
Portada del llibre d'Ambroise Tardieu de 1872 en què es van publicar per primera vegada fragments de les memòries d'Herculine Barbin.

El doctor Regnier va informar de la mort, li va fer l'autòpsia i va recuperar les memòries. Les entregà a Auguste Ambroise Tardieu, que va publicar fragments com «Histoire et souvenirs d'Alexina B». ("The Story and Memoirs of Alexina B.") al seu llibre Question médico-légale de l'identité dans ses rapport avec les vices de conformation des organes sexuels, contenant les souvenirs et impressions d'un individu dont le sexe avait été méconnu ("Qüestions forenses de la identitat que impliquen deformitats dels òrgans sexuals, juntament amb les memòries i impressions d'un individu el sexe del qual es va identificar erròniament") (París: J.-B. Ballière et Fils, 1872). Els fragments van ser traduïts a l'anglès l'any 1980.
Michel Foucault va descobrir les memòries a la dècada de 1970 mentre feia investigacions al Departament d'Higiene Pública francès. Va fer reeditar els dietaris com Herculine Barbin: Being the Recently Discovered Memoirs of a Nineteenth-century French Hermaphrodite. A la seva edició, Foucault també va incloure un conjunt d'informes mèdics, documents legals i articles periodístics, així com una adaptació d'un relat breu d'Oscar Panizza.

## Comentaris i referències modernes
Segons Morgan Holmes, l'antropòleg Gilbert Herdt ha identificat a Barbin com a una crisi per a la "ideologia moderna" a través d'una identificació "ni com a home ni com a dona", però els propis escrits de Barbin descriuen una autoidentificació com a dona, encara que una dona excepcional.
Les memòries de Barbin van inspirar la pel·lícula francesa The Mystery of Alexina. Jeffrey Eugenides al seu llibre Middlesex tracta temes concurrents, com ho fa Virginia Woolf al seu llibre Orlando. Judith Butler fa referència al comentari de Foucault sobre Barbin en diversos moments del seu Gender Trouble de 1990, inclòs el seu capítol "Foucault, Herculine i la política de la discontinuïtat sexual".
Barbin apareix com un personatge a l'obra A Mouthful of Birds de Caryl Churchill i David Lan. Barbin també apareix com un personatge a l'obra Hidden: A Gender de Kate Bornstein. Herculine, una obra de llarga durada basada en les memòries de Barbin, és de Garrett Heater. Kira Obolensky també va escriure una adaptació escènica en dos actes titulada Les aventures d'Herculina.
El 2014, un manuscrit titulat Dear Herculine d'Aaron Apps va guanyar el Sawtooth Poetry Prize 2014 d'Ahsahta Press.
El 2023 la compositora Raquel García-Tomás estrena l'òpera Alexina B., al Gran Teatre del Liceu, basada en la vida d'Herculine.

## Commemoració
L'aniversari d'Herculine Barbin el 8 de novembre està marcat com el Dia de la Memòria Intersexual.